# Парижский договор (1323)
Парижский договор был подписан 6 марта 1323 г. По нему граф Фландрии Людовик I отказался от притязаний на графство Зеландия и признал её правителем графа Голландии Вильгельма I. Вильгельм, в свою очередь, согласился отказаться от всех претензий на Фландрию.